# Aéroport international Ignacio Agramonte
Pour les articles homonymes, voir CMW.
L'aéroport international Ignacio Agramonte (code IATA : CMW • code OACI : MUCM) est un aéroport international desservant la ville de Camagüey, à Cuba, dans la province de Camagüey.

## Situation
| \| 100 km1:2 630 000 \| Santa Clara Trinidad Santiago de Cuba Bayamo Jardines del Rey Holguín Baracoa Las Tunas Camagüey Cienfuegos La Havane-J. Martí Varadero Varadero-Kawama La Coloma Guantánamo Ciego de Ávila Moa Plage Baracoa Nueva Gerona San Nicolás de Bari Sancti Spíritus Manzanillo Siguanea Cayo Largo |
| 100 km1:2 630 000 |

## Compagnies aériennes et destinations
| Compagnies         | Destinations                                                                                    |
| ------------------ | ----------------------------------------------------------------------------------------------- |
| Air Transat        | Montréal (P.-E.-Trudeau) En saison : Toronto (Pearson)                                          |
| American Eagle     | Miami                                                                                           |
| Cubana de Aviación | La Havane-José Martí, Montréal (P.-E.-Trudeau), Port-au-Prince T. Louverture, Toronto (Pearson) |
| JetBlue Airways    | Fort Lauderdale-Hollywood                                                                       |
| Neos               | En saison : Milan-Malpensa                                                                      |
| Nordwind Airlines  | En saison charter : Moscou Chérémétiévo                                                         |
| Songbird Airways   | Charter : Miami                                                                                 |
| Sunrise Airways    | Port-au-Prince T. Louverture                                                                    |

Édité  le 01/07/2018

## Crédit d'auteurs
- (en) Cet article est partiellement ou en totalité issu de l’article de Wikipédia en anglais intitulé « Ignacio Agramonte International Airport » (voir la liste des auteurs).